# جون لويس (لاعب كرة قدم مواليد 1955)
جون لويس (بالإنجليزية: John Lewis)‏ هو مدرب كرة قدم ولاعب كرة قدم بريطاني في مركز الوسط، ولد في 15 أكتوبر 1955 في Tredegar ‏ في المملكة المتحدة. شارك مع منتخب ويلز تحت 21 سنة لكرة القدم. أما مع النوادي، فقد لعب مع سوانزي سيتي وكارديف سيتي ونادي باري تاون يونايتد ونادي بوهيميان ونادي سانت إيلي تاون ونيوبورت كونتي.